# DipTrace
DipTrace — программное обеспечение EDA/CAD для создания принципиальных схем и печатных плат. Разработчики предоставляют многоязычный интерфейс и обучающие программы (в настоящее время доступны на английском и 21 другом языке). DipTrace имеет 4 модуля: редактор схем, редактор компоновки печатных плат со встроенным автотрассировщиком на основе форм, а также предварительный просмотр и экспорт в 3D, редактор компонентов и редактор посадочных мест.

## Редактор принципиальных схем

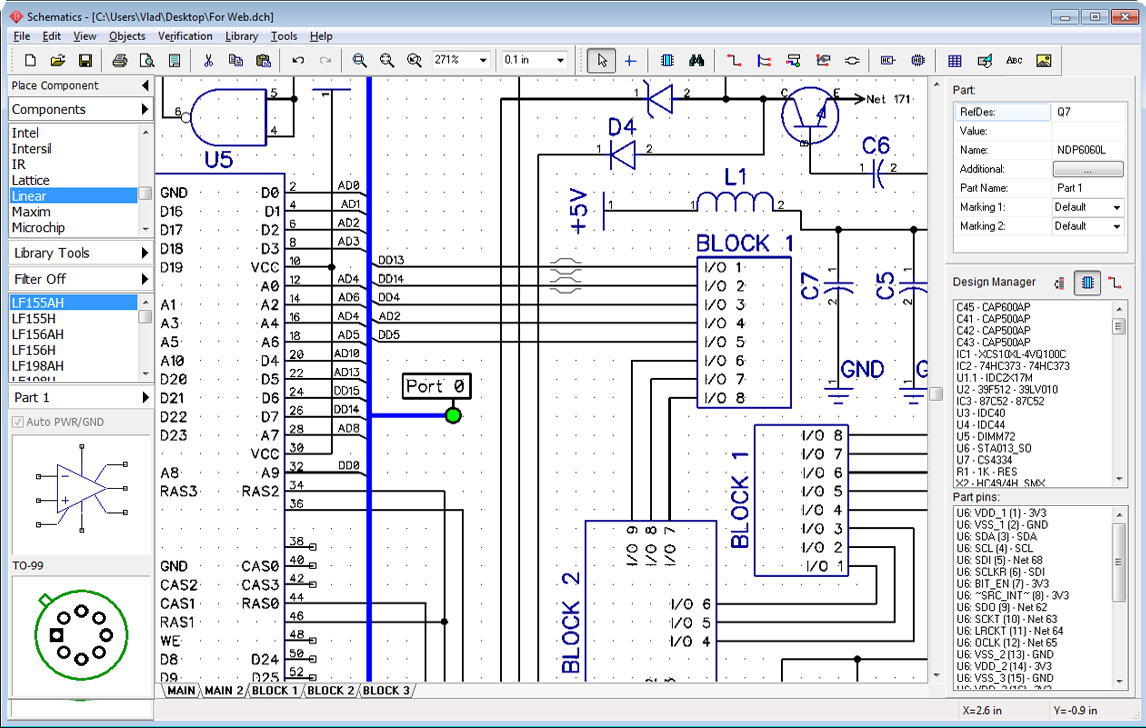
Пример работы DipTrace Schematics

DipTrace Schematics — инструмент проектирования принципиальных схем, с поддержкой многолистовых и многоуровневых иерархических режимов, с рядом функций для визуальных и логических соединений контактов. Сквозное проектирование гарантирует, что принципиальные схемы могут быть легко преобразованы в печатную плату, снабжены обратными аннотациями или импортированы/экспортированы из/в другое программное обеспечение EDA, форматы CAD и списки цепей. Есть проверка ERC и экспорт в Spice для внешнего моделирования.

## Редактор печатной платы
DipTrace PCB Layout — инструмент для проектирования плат с интеллектуальной ручной трассировкой, дифференциальными парами, выравниванием по длине, автотрассировщиком, расширенной проверкой DRC, менеджером слоёв и широкими возможностями импорта/экспорта. Требования к дизайну определяются классами цепей, правилами от класса к классу и подробными настройками по типам объектов для каждого класса или слоя. При трассировке с DRC в реальном времени программа сообщает об ошибках «на лету», до их создания. DRC также проверяет допуски для дифференциальных пар и управляет синхронизацией сигналов для цепей и шин, включая задержки сигналов. Плату можно предварительно просмотреть в 3D и экспортировать в формат STEP для дальнейшего моделирования.

## 3D моделирование

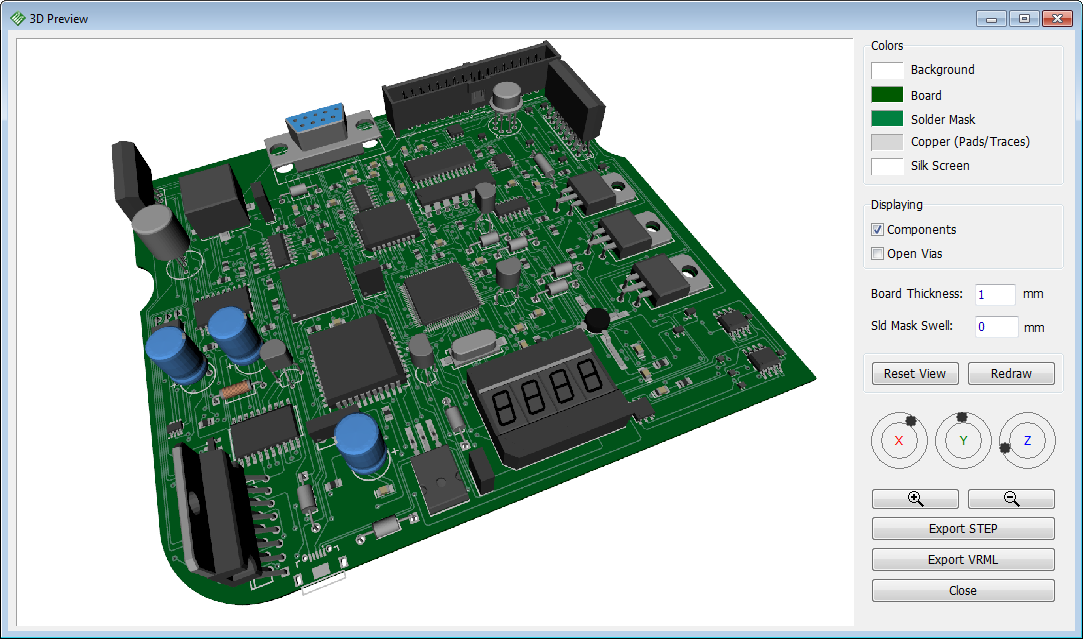
Пример работы 3D моделирования печатной платы DipTrace

Этот модуль включает функцию предварительного просмотра 3D-модели в реальном времени и экспорта. Возможно вращение платы по трём осям, изменение масштаба, цвета, областей заливок, паяльной маски, шелкографии и фона. Предварительный просмотр в 3D работает на всех этапах проектирования. Плату можно экспортировать в форматы STEP или VRML 2.0 для дальнейшего моделирования в САПР. Бесплатно предоставляется более 7500 3D-моделей корпусов компонентов. Внешние 3D-модели в форматах wrl, step, iges и 3ds могут быть импортированы и прикреплены к посадочным местам в редакторе посадочных мест или в редакторе печатных плат.

## Редактор компонентов
Редактор компонентов позволяет использовать имеющиеся (более 140000 компонентов в стандартных библиотеках) или создавать свои компоненты и их библиотеки, с различными параметрами (визуальные и электрические параметры контакта, Spice-модель, 3D-модель). Имеются инструменты импорта BSDL и группового управления выводами. Поддерживается импорт библиотек из разных форматов EDA.

## Редактор посадочных мест
Позволяет создавать новые или редактировать существующие посадочные места компонентов. Имеет стандартные шаблоны для DIP, QFP, BGA и проч. Позволяет создавать собственные шаблоны, для создания сложных макетов есть возможность импорта из DXF.

## Бесплатные версии
Существует бесплатная версия DipTrace со всеми функциями полного пакета, за исключением того, что она ограничена 300 контактами, 2 сигнальными слоями и некоммерческим использованием.